# Особый Старательский
«Особый старательский» (англ. Prospector’s Special, также известен как «Спецзаказ золотоискателя») — научно-фантастический рассказ американского писателя-фантаста Роберта Шекли. 
Впервые опубликован в журнале Galaxy Science Fiction в декабре 1959 года.
 
Первая книжная публикация рассказа состоялась в сборнике «Осколки космоса» (англ. Shards of Space) в 1962 г.

## Сюжет
Действие рассказа происходит в будущем на планете Венера, которая колонизирована людьми. 
В рассказе подчеркивается, что почти всё, необходимое там для жизнедеятельности человека, приходится завозить с Земли, а это очень дорого стоит. Поэтому на Венере практически не допускается оплата в кредит — за всё нужно тут же заплатить наличными, списанием денег с банковского счёта или любым иным способом, но сразу. Главный герой, старатель Моррисон, мечтает найти месторождение золота и выпить легендарный «особый старательский» коктейль, но его преследуют неудачи: вездеход ломается в пустыне, вода на исходе, за ним по пятам следуют местные хищники и уже глубоко в пустыне его настигает известие о том, что он банкрот. Золотая жила найдена, но приходится тратить силы на изыскание способов убедить в этом бюрократическую систему, без помощи которой уже невозможно выбраться домой. В конце концов, всё удаётся, и служба доставки, убедившись в платежеспособности клиента, присылает ему пищу, оружие, боеприпасы и привозит тот самый коктейль, что дороже золотоносной породы, дороже золота — обыкновенную воду.

## Персонажи
- Том Моррисон — старатель, золотоискатель;
- Макс Крэндолл — маклер по драгоценным камням;
- Уильямс-4 — робот-почтальон;
- Милтон П. Рид - вице-президент компании «Коммунальные услуги»;
- Эдди - механик;
- Джейни - возлюбленная Моррисона (фактически действующим лицом не является, в рассказе лишь упоминается о ней);
- робот-маркшейдер;
- Бойярд — участковый контролёр телефонной компании Венеры;
- Сотрудница компании "Коммунальные услуги" - суровая, строго одетая женщина с седеющими волосами.